# Finn Harps F.C.
Finn Harps F.C. ili kraće Finn Harps (irs. Cumann Peile Chláirsigh na Finne) je profesionalni nogometni klub iz Republike Irske. Trenutačno igra u Irskoj prvoj ligi. Klub je osnovan 1954. godina, dok je u ligu primljen 1969. godine. U klupskoj povijest vrijedi izdvojiti osvajanje FAI kupa u sezoni 1973./74., te osvajanje Irske prve lige 2004. godine. Boje kluba su plava i bijela, a domaće utakmice igraju na Finn Parku. Najveći rival je Derry City.

## Vanjske poveznice
- Službene stranice